# 曼島語小學
曼島語小學是一所在曼島聖約翰斯的曼島語小學。截至2011年，它是全球唯一一所完全以曼島語向學生授課，使他們流利地學習該語言的學校。學生隨後可以前往伊莉莎白二世女王高校，或位於他們受託區域的高校繼續其學業，而曼島的中學教育普通證書則會從他們12歲起開始頒發。

## 歷史
1999年，一群家長成立了一個名為的家長組織，他們感興趣於建立一所曼島語學校，並在同年向曼島教育部接洽以及表達了該訴求。最終該校於2001年9月創立，但當時他不但只有一個課室，而且還要與位於道格拉斯的Ballacottier學校共用場地，直至2003年1月才遷移至舊聖約翰斯學校校舍。
該校於2006年1月獲得了「曼島年度獎」，以表揚其在保護和推廣曼島語、曼島文化和遺產的努力，並由時任曼島下議院發言人兼曼島遺產基金會主席詹姆斯·東尼·伯朗（James "Tony" Brown）親自頒發。
該校的學生人數每年都持續上升。其由2001年的9個上升到2006年的47個，再增至2009年的65個和2012年的69個。

## 曼島語
該校的創立被認為是成功的，他亦已經成為了曼島語復興運動的一部分。另外，曼島蓋爾語協會曾在路易斯·卡羅著作《愛麗絲夢遊仙境》的曼島語版本書籍正式出版時，把其中的30本贈送給該學校，使其學生能夠閱讀該故事的曼島語翻譯版本。
該學校本身是參考自己在芬蘭進行的一項關於證明雙語教育的優點之研究。當時研究員艾妮-克里斯蒂娜·耶皮嫩（芬蘭語：Aini-Kristiina Jäppinen）進行了一項有關雙語學習的實驗，他把來自12所擁有「內容和語言綜合學習」課程之學校的334名學生和334名只以芬蘭語學習的學童進行比較，其後總結出外語可以加強學習進度和似乎能夠改善成績。他亦補充說：「當學童需要概念化和掌握有關外語和他們的母語之議題時，這將會在發展有關了解複雜和多方面且不同主題之關係的能力上得到幫助」。另一個芬蘭研究亦引用正在學習芬蘭語、瑞典語以及英語這三種不同語言的學生之實例，並發現「（第二）語言的選擇在若干科目如數學與地理的表現上似乎並不能引起較大的影響」，可是該蓋爾語學校則認為這結論與其他之前的研究並不一致。另一方面，盧頓大學的一個研究也發現縱使學習外語會在語言發展上得到一些「微不足道的」延遲，但長遠來說其總體得益會比這短期壞處更有價值。